# Evidencia independiente de los alunizajes del Programa Apolo

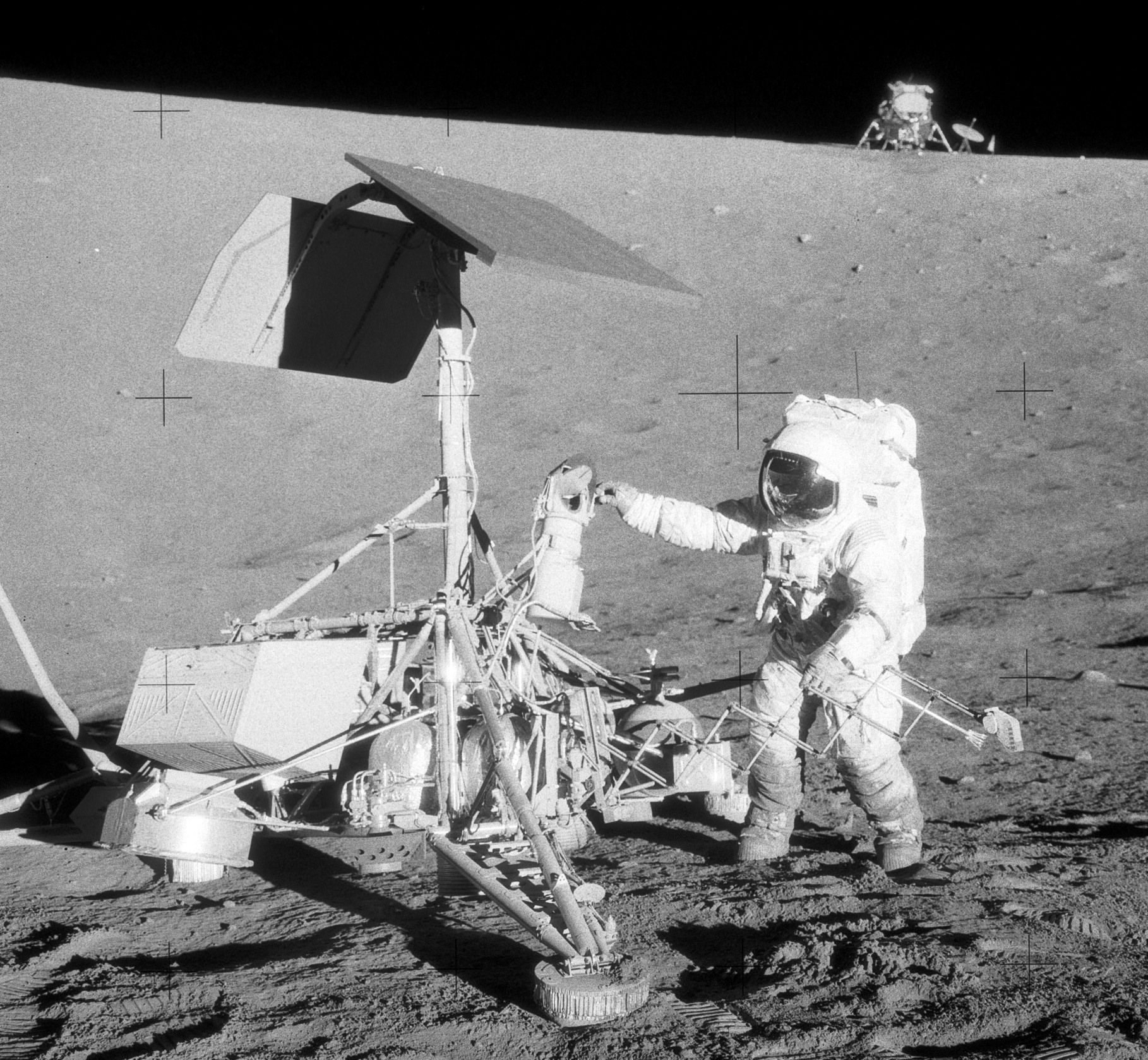
El astronauta del Apolo 12 Charles Conrad en 1969, junto a la sonda espacial no tripulada Surveyor 3, que había aterrizado de forma automática en la Luna dos años antes, en 1967. Algunas partes de la sonda fueron traídas de vuelta a la Tierra por el Apolo 12. La cámara de la sonda, por ejemplo, se encuentra actualmente exhibida en el Museo Nacional del Aire y el Espacio de Estados Unidos de Washington D. C.

La evidencia independiente de los alunizajes del Programa Apolo constituye el conjunto de pruebas provenientes de personas, organismos e instituciones ajenos a la NASA y el gobierno de Estados Unidos que proporciona confirmación independiente de la veracidad de los alunizajes del programa Apolo, que se desarrolló entre 1960 y 1972 con motivo de la carrera espacial entre Estados Unidos y la Unión Soviética para llevar al ser humano a la Luna, en contraposición a la teoría de conspiración que afirma que dichos alunizajes no se produjeron.

## Evidencia independiente
En este artículo se recogen únicamente observaciones que son completamente ajenas a la NASA; es decir, para las que no se utilizaron instalaciones de la NASA y que se realizaron sin financiación de la NASA. Cada uno de los países mencionados (la Unión Soviética, Japón, China e India) tienen su propio programa espacial, construyen sus propias sondas espaciales que son lanzadas en sus propios cohetes, y disponen de su propia red de comunicaciones espaciales.

### Fotografías de la sonda SELENE
En 2008, la sonda lunar SELENE de la Agencia Japonesa de Exploración Aeroespacial (JAXA) obtuvo varias fotografías que suponen una prueba de los alunizajes. dicha sonda cartografió la superficie lunar desde su órbita con una resolución de 10 metros. Con estos datos digitalizados, la JAXA pudo reconstruir en 3D la zona donde alunizó la tripulación del Apolo 15 en agosto de 1971. A continuación se muestran dos fotografías tomadas durante el tercer paseo lunar, en la llamada "estación 9A" cerca de la rima Hadley. La reconstrucción realizada con los datos de la sonda SELENE, desde el mismo punto desde el que se tomaron las fotos es idéntica a la que se muestra en las fotografías tomadas por los astronautas.
También se fotografió el área alrededor del módulo lunar del Apolo 15, que debido al escape de los gases del motor durante el despegue de regreso a la Tierra, resultaba afectado y soplado en cierta medida, resultando en una zona de diferente color alrededor del módulo. Este cambio en la superficie fue captado por las cámaras de la sonda, y confirmado mediante análisis comparativo en mayo de 2008. Se corresponden con las fotografías tomdas desde el módulo de servicio del Apolo 15 desde órbita lunar, que también muestran un cambio de reflectividad debido al escape de los gases. Esto supuso la primera prueba visible de los alunizajes tripulados en la Luna desde el final del programa Apolo.

### Chandrayaan-1
De igual forma que la sonda SELENE, los instrumentos de la sonda india Chandrayaan-1 no tenían suficiente resolución para fotografiar directamente los equipos dejados en la superficie lunar por las misiones Apolo. Pero al igual que la nave japonesa, Chandrayaan-1 encontró de forma independiente evidencias de la existencia de un suelo alterado de color más claro alrededor del lugar de alunizaje del Apolo 15.

### Chang'e 2
La segunda sonda lunar china Chang'e 2, que fue puesta en órbita lunar en 2010, es capaz de obtener fotografías de la superficie lunar con una resolución de hasta 1,3 metros. No hay pruebas de que se haya afirmado que esta sonda haya fotografiado los restos de las misiones del programa Apolo.

### Telescopio espacial Hubble
El telescopio espacial Hubble no puede aportar evidencia de los alunizajes del programa Apolo porque su máxima definición es insuficiente para registrar las huellas de los mismos. La Sociedad Einstein de Astronomía (de la ciudad española de Alcalá), explica la situación en estos términos:

Ningún telescopio en la Tierra puede ver algún objeto o marca en la Luna relacionada con los Apolo. Ni tan siquiera el telescopio espacial Hubble puede discernir evidencia alguna de los alunizajes. Aparte de que la intensa luz lunar reflejada podría dañar sus delicados instrumentos, las leyes de la óptica definen sus límites: el espejo de 2,4 metros de diámetro del Hubble tiene una resolución de 0,024 segundos de arco en luz ultravioleta, que se traduce en una resolución mínima de 43 metros a la distancia de la Luna. En luz visible, su resolución es todavía menor, 0,05 segundos, o algo más de 91 metros. Con diferencia, el objeto más grande que permanece en la Luna tras cada alunizaje Apolo es la etapa de descenso del módulo lunar, con unas dimensiones de 4,22 metros de anchura. Teniendo en cuenta estas limitaciones, ver algo de los Apolo desde la Tierra es misión imposible.

Desde la misión de reparación en 1993, el telescopio espacial Hubble posee una resolución óptica entre 0,014 y 0,05 segundos de arco, que supone una resolución directa sobre la superficie lunar entre 27 y 93 metros. Un objeto de 27 a 93 metros de diámetro sería observable directamente, aunque de utilizarse técnicas de superresolución la resolución directa puede ser mejorada sensiblemente.

### Seguimiento de las misiones Apolo por organismos independientes
Además de la NASA, un buen número de organismos y personas observaron, mediante diversos métodos, los vuelos de las misiones Apolo en tiempo real. Con posterioridad al Apolo 11, la NASA publicó información para facilitar por parte de terceros el seguimiento de cada una de las naves en su viaje lunar, detallando en qué lugar del cielo iban a encontrarse, de acuerdo a los horarios y la trayectoria previstos.

#### Unión Soviética y otros países
La Unión Soviética realizó un seguimiento de las misiones Apolo desde su cuerpo de transmisiones espaciales, que se encontraba "completamente equipada con los últimos avances en equipamiento de vigilancia e inteligencia." Vasily Mishin, ingeniero soviético y responsable del su programa lunar, en una entrevista para el artículo "The Moon Programme That Faltered", describe cómo el programa lunar soviético menguó después del alunizaje del programa Apolo.
Las misiones Apolo fueron seguidas mediante radar desde varios países diferentes en su camino a la Luna y de vuelta.